# クールシューズ
クールシューズ（Courechouse, Coreuseuse）はアーサー王伝説に登場する剣。クレシューズと表記されることもある。その名前は「激怒した」を意味する。13世紀古フランス語の散文『アーサー王の最初の武勲』（別名『流布本系メルラン物語続編』、流布本サイクル（ランスロ＝聖杯サイクル）の一部）に登場する。
伝承では、ランスロットの父としても知られるベンウィック王バンの剣とされる。バン王はいつでも最初に見た敵に突撃し、敵の盾、鎖帷子、兜、乗騎ごと一刀のもとに斬り伏せたと伝えられる。